# Benjamin Clemens

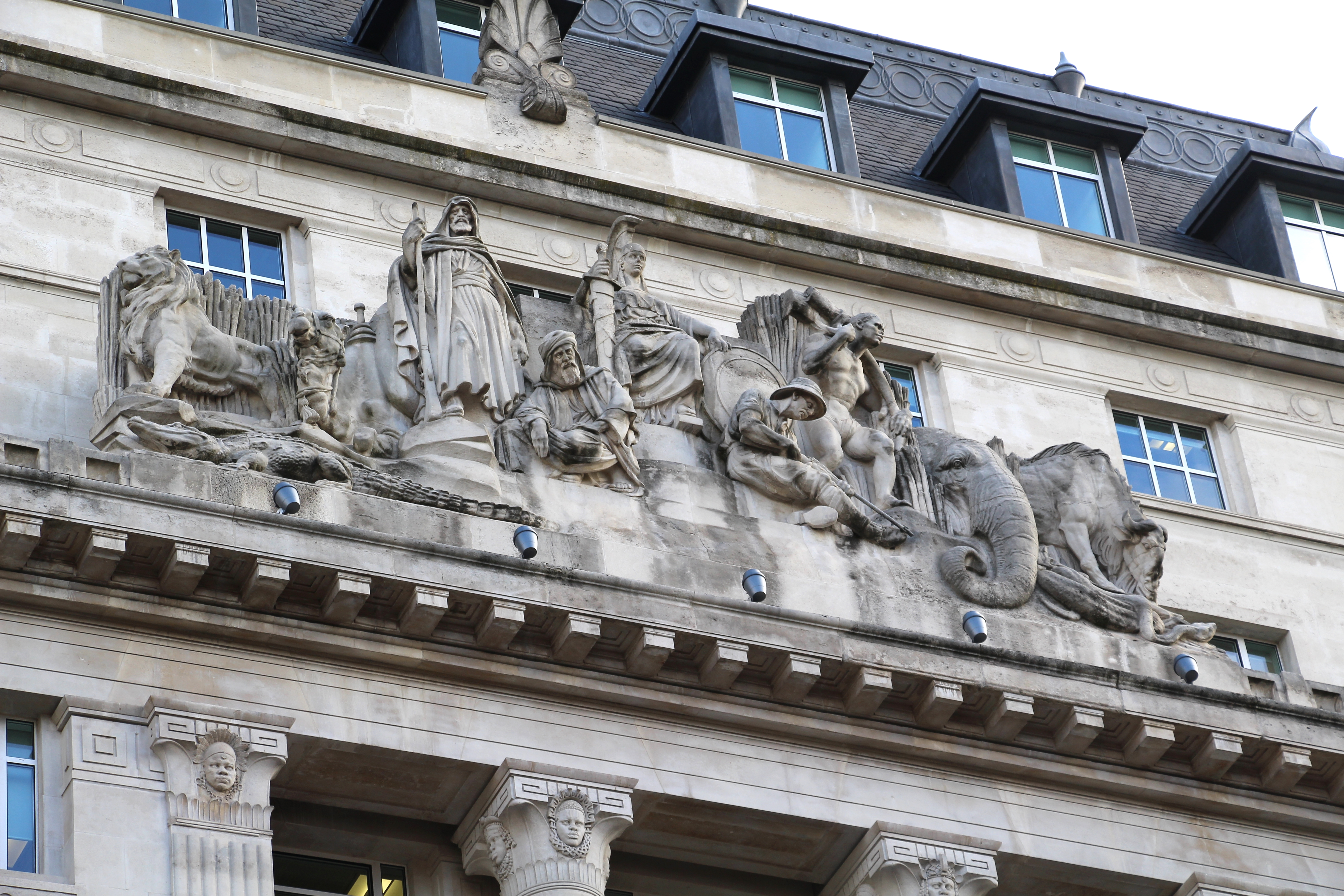
Bauplastik am Africa House, London, Westminster, Kingsway Arch. Trehearne & Norman 1921. Die Skulpturen über dem Gesims stammen von Benjamin Clemens. Im Zentrum der Gruppe steht Britannia, flankiert von edlen arabischen Händlern mit ihren Kamelen und einem Großwildjäger, der sein Gewehr ölt

Benjamin Clemens (* 5. Oktober 1875 in Dalston, London; † 27. Dezember 1957 ebenda) war ein britischer Bildhauer, der vor allem durch seine Bauplastiken und Kriegerdenkmäler zu Beginn des 20. Jahrhunderts bekannt wurde.

## Leben
Benjamin Clemens wurde in Dalston im Norden Londons als Sohn von Richard Clemens geboren. Er begann seine künstlerische Ausbildung an der North London School of Drawing und setzte sie am Royal College of Art fort. Dort erhielt er ein zweijähriges Stipendium für Bildhauerei und wurde später Assistent von Édouard Lantéri. Clemens stellte regelmäßig in der Royal Academy of Arts aus und hatte internationale Ausstellungen in Paris, Rom, Brüssel und den USA. Im Ersten Weltkrieg diente er zunächst in der British Expeditionary Force und später im Royal Army Medical Corps. Nach dem Krieg nahm er an Ausstellungen für Kriegsveteranen teil und seine Werke wurden vom Imperial War Museum erworben. 1946 wurde er zum Ehrenmitglied der Royal Society of British Sculptors ernannt.

## Werk

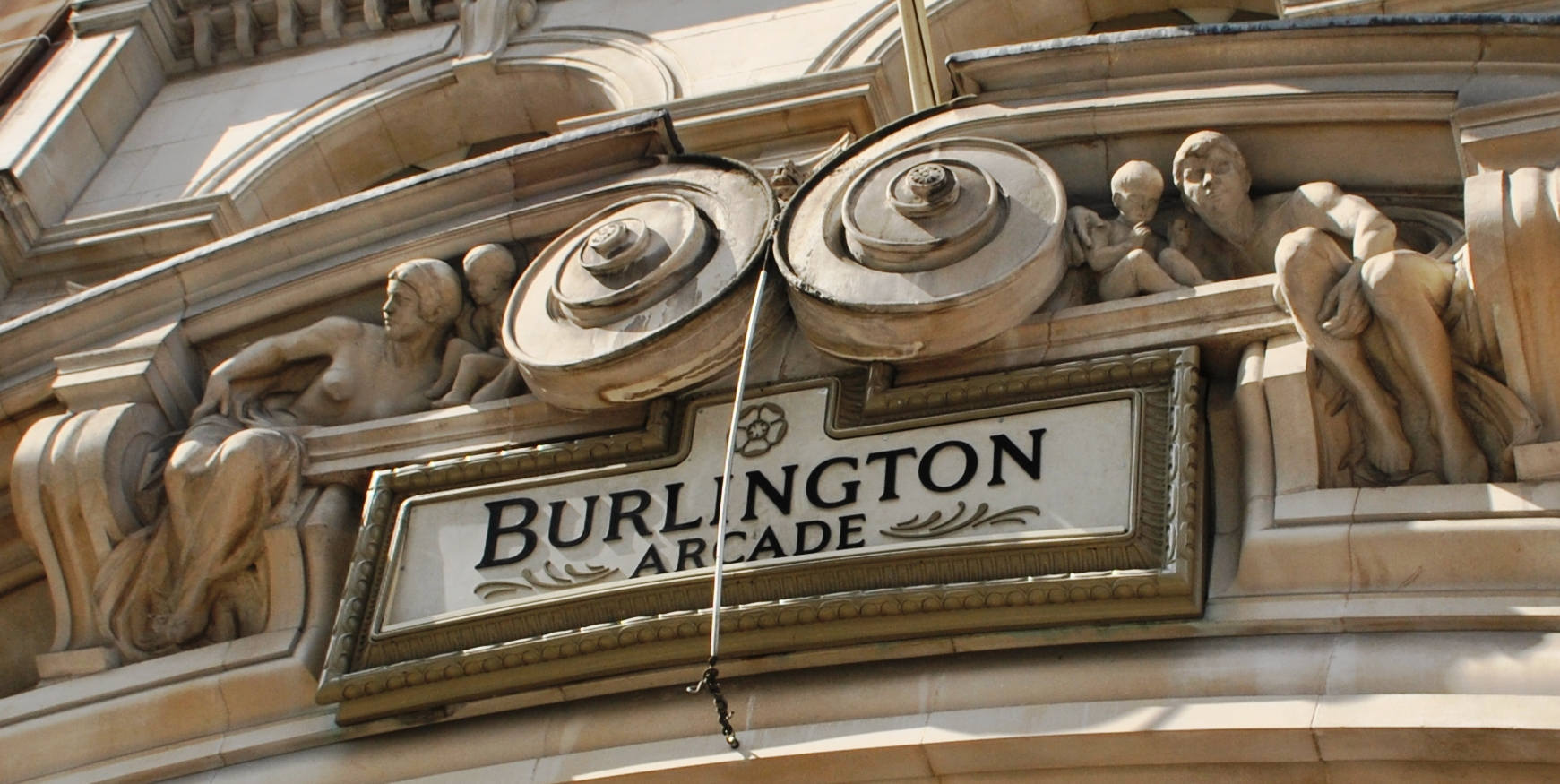
Skulpturen von Benjamin Clemens, 1911, an der Fassade der Burlington Arcade, London

Das Werk von Benjamin Clemens umfasst freistehende Figuren, Bauplastiken und Kriegerdenkmäler. Zu seinen wichtigsten Werken zählen:
- Sechs sitzende Löwen für den Regierungspavillon der British Empire Exhibition in Wembley (1924), die heute am Eingang des Woburn Safari Park stehen.
- Skulpturen für die Burlington Arcade in London (1911) und das Africa House in der Kingsway (1922).
- Kriegsdenkmäler in Cheadle Hulme, Harrow und Canterbury, bei denen er mit dem Architekten Arthur Beresford Pite zusammenarbeitete.
- Bronzeskulpturen wie The St John's Ambulance Bearers (1919) und VAD Worker (1920), die vom Imperial War Museum erworben wurden.